# Raimisto, Rojîșce
Raimisto (în ucraineană Раймісто) este un sat în comuna Nemîr din raionul Rojîșce, regiunea Volînia, Ucraina.

## Demografie
Componența lingvistică a localității Raimisto
     Ucraineană (99,57%)
     Alte limbi (0,43%)
Conform recensământului din 2001, majoritatea populației localității Raimisto era vorbitoare de ucraineană (99,57%), existând în minoritate și vorbitori de alte limbi.